# دهستان چهالی
دهستان چهالی (به لاتین: Chhali Gewog) یک دهستان در کشور بوتان است که در ناحیهٔ مونگار واقع شده‌است.